# Хлопчик з собакою в лісі
Хлопчик з собакою в лісі — малюнок роботи Тараса Шевченка виконаний ним у Санкт-Петербурзі в 1840 році. Папір, сепія. Розмір 23,1 × 18,3. Внизу чорнилом напис: Неааконч. акварель худож. Шевченко. На звороті чорнилом напис рукою Шевченка: На память Козлову отъ Шевченка.
Малюнок за темою близький до незнайденої олійної картини Т. Г. Шевченка «Хлопчик-жебрак, що дає хліб собаці», за яку він у вересні 1840 року був нагороджений срібною медаллю другого ступеня. Датовано часом виконання ескізу до цього малюнка.
В літературі зустрічається під назвою «Спящий мальчик». В каталозі Республіканської ювілейної шевченківської виставки наведено невірно прочитаний напис на звороті: «На память Подколз… [Подколзину?] от Шевченка» (стор. 24).
Зберігається в Національному музеї Тараса Шевченка. Попередні місця збереження: Державна Третьяковська галерея (Москва), Центральний музей Т. Г. Шевченка (Київ).
В 1939 році експонувався на Республіканській ювілейній шевченківській виставці у Києві.